# JustWatch
JustWatch est un site web et une application mobile fournissant des informations relatives à la disponibilité de films, de séries et de documentaires de différentes plateformes de streaming légales, telles que Netflix, HBO, Prime Video ou encore MUBI. La plateforme fait donc à la fois office de base de données et de moteur de recherche.

## Histoire
La plateforme est cofondée en 2014 par plusieurs cadres du secteur de la technologie de Berlin qui quittent leurs postes respectifs pour lancer la startup : David Croyé, (directeur marketing pour Bonial, un catalogue en ligne de promotions), Cristoph Hoyer, Kevin Hiller, Dominik Raute, Ingke Purrmann et Michael Wilken.
JustWatch commence à être développé en 2014 puis est lancé en 2015. David Croyé, l'un des cofondateurs, occupe depuis cette date la fonction de directeur.
L'entreprise possède des bureaux à Berlin (où se situe son siège) mais aussi à Londres et à Los Angeles. Elle emploie 80 personnes.
En 2018, l’entreprise reçoit un financement européen.

## Fonctionnement
Pour chaque œuvre, le site donne des informations générales que l'utilisateur peut ensuite exploiter pour filtrer ses recherches : le titre (original ou traduit), la date de sortie, la note moyenne, la ou les plateforme(s) où l'œuvre est disponible, la possibilité de la marquer comme "vu", le genre, la durée, la couverture et le synopsis.
L'utilisateur peut également créer des listes personnalisées (à la manière d'une playlist), ainsi que télécharger du contenu.

### Disponibilité
La plateforme est disponible dans plusieurs pays à travers le monde :
- En Amérique de Nord (Canada, Mexique, États-Unis)
- En Amérique du Sud (Argentine, Brésil, Chili, Colombie, Équateur, Pérou, Vénézuela)
- En Europe (Autriche, Belgique, République Tchèque, Danemark, Estonie, Finlande, France, Allemagne, Grèce, Hongrie, Irlande, Italie, Lettonie, Lituanie, Pays-Bas, Norvège, Pologne, Portugal[8], Roumanie, Russie, Espagne, Suède, Suisse et Royaume-Uni)
- En Asie (Inde, Indonésie, Japon, Malaisie, Philippines, Singapour, Corée du Sud, Thaïlande, Turquie)
- En Afrique (Afrique du Sud)
- En Océanie (Australie et Nouvelle-Zélande)

## Partenaires

### Plateformes de streaming
- Apple TV et Apple TV+
- Crunchyroll
- Disney+
- Filmin
- FuboTV
- Google Play
- Microsoft Store
- Movistar Plus+
- HBO
- Netflix
- MUBI
- Prime Video
- YouTube Premium

### Sociétés cinématographiques[4]
- 20th Century
- Paramount
- Sony
- Universal